# Хатли (Мисисипи)
Хатли (енгл. Hatley) град је у америчкој савезној држави Мисисипи.

## Демографија
По попису из 2010. године број становника је 482, што је 6 (1,3%) становника више него 2000. године.
| Група             | 2000.       | 2010.       |
| Белци             | 469 (98,5%) | 479 (99,4%) |
| Афроамериканци    | 6 (1,3%)    | 0 (0,0%)    |
| Азијати           | 0 (0,0%)    | 0 (0,0%)    |
| Хиспаноамериканци | 0 (0,0%)    | 0 (0,0%)    |
| Укупно            | 476         | 482         |